# ريوتارو إيتو
ريوتارو إيتو (باليابانية: 伊藤 涼太郎) (6 فبراير 1998 في أوساكا في اليابان – )؛ هو لاعب كرة قدم ياباني سابق كان يلعب كلاعب وسط.

## وصلات خارجية
- ريوتارو إيتو على موقع رابطة كرة القدم اليابانية للمحترفين (اليابانية)
- ريوتارو إيتو على موقع إي إس بي إن إف سي (الإنجليزية)
- ريوتارو إيتو على موقع قاعدة بيانات كرة القدم.إي يو (الإنجليزية)
- ريوتارو إيتو على موقع ناشيونال فوتبول تيمز (الإنجليزية)
- ريوتارو إيتو على موقع Soccerbase.com (لاعب) (الإنجليزية)
- ريوتارو إيتو على موقع Soccerway.com (الإنجليزية)
- ريوتارو إيتو على موقع عالم كرة القدم.نت (الإنجليزية)
- ريوتارو إيتو على موقع كووورة